# プロポーショナルフォント

（上段）プロポーショナル
（下段）モノスペース/等幅

プロポーショナルフォント (英: proportional font) とは、文字ごとに文字幅が異なるフォントのこと。日本語では可変幅フォントともいう。
伝統的な活版印刷で用いる活字については、例えばラテン文字「i」とラテン文字「w」では文字の幅が異なり、ただ並べるだけで読みやすい単語が印字できるようになっている。これがプロポーショナルフォントである。
プロポーショナルに対してモノスペースと呼ばれる等幅フォントまたは固定幅フォントがある。これは初期のコンピュータが画面表示や印刷のために文字を並べるときに文字ごとの異なる幅データを保持して反映させるための技術がなかったので、どの文字も同じ幅を持つように扱われており、ラテン文字「i」には余分な空白が付け足されて ラテン文字「w」と同じ幅が与えられていたためである。
しかしコンピュータが文字ごとに異なる幅を持つようなフォントを扱う上で技術的な制約がなくなってきたことなどから、文字ごとに幅が異なるフォントも増えてきた。
日本語フォントの場合、日本語固有のグリフが全角等幅ではなくプロポーショナル幅のものを指す。日本語固有のグリフを全角等幅で実装したものは、その他の文字のグリフがプロポーショナル幅でもプロポーショナルフォントとは呼ばない。
等幅フォントだけが用いられた時代が長かったので、等幅フォントの特徴を生かした文化が発生した。空白文字による桁揃えやアスキーアート (AA) などがその例である（ただし、2ちゃんねる隆盛以降、日本語圏の AA に関しては、プロポーショナルフォントの「MS Pゴシック」を前提としているものが多い）。等幅フォントで表示されることを前提として桁揃えなどが施されている文書を、プロポーショナルフォントで表示すると、著者の意図が伝わりにくくなる。
プロポーショナルフォントの高度なものは、カーニング情報やイタリック補正量、合字情報なども保持するようになる。

## プロポーショナル・フォントの例
| フォント名                       | 文字集合                                               | 提供元           | 備考 |
| -------------------------------- | ------------------------------------------------------ | ---------------- | --- |
| Bitstream                        | ラテン文字、 キリル文字、 ほか                         |                  | Linuxに搭載されている。                                                                                  |
| Century                          | ラテン文字、 キリル文字、 ほか                         |                  | Linux、Microsoft Officeに搭載されている。                                                                |
| IPA Pゴシック IPA P明朝          | JIS X 0213                                             | 情報処理推進機構 | 情報処理推進機構が配布している。Linuxに搭載されている。                                                  |
| Takao Pゴシック Takao P明朝      | JIS X 0213ほか                                         |                  | IPAフォントを基にしたもので、Ubuntuに搭載されている。                                                    |
| Chicago Krungthep Silom          | ラテン文字                                             |                  | Classic Mac OS (Chicago)、macOS (Krungthep・Silom) に搭載されている。                                    |
| Migu 1C                          | ラテン文字、 日本語文字、 ほか                         |                  | M+とIPAフォントの合成。                                                                                  |
| Helvetica                        | ラテン文字、 キリル文字、 ほか                         |                  | macOSに搭載されている。Helvetica NeueがmacOSに、Helvetica (R, B) がジャストシステムの一部の製品 に搭載。 |
| Times                            | ラテン文字、 キリル文字、 ほか                         |                  | macOSに搭載されている。                                                                                  |
| Geneva                           | ラテン文字                                             |                  | macOSに搭載されている。                                                                                  |
| Arial Times New Roman            | ラテン文字、 キリル文字、 ほか                         |                  | macOS、Windows に搭載されている。                                                                        |
| MS Pゴシック MS P明朝 Meiryo UI  | JIS X 0213、 Microsoft互換文字ほか                     |                  | Windowsに搭載されている。                                                                                |
| Yu Gothic UI                     | Adobe-Japan1-6、 Microsoft互換文字                     |                  | Windowsに搭載されている。                                                                                |
| 源真ゴシックP 源柔ゴシックP      | JIS X 0213ほか                                         |                  | 源ノ角ゴシックの派生フォントの一つ。                                                                     |
| HGPフォント各種                  | JIS X 0208ほか                                         | リコー           | Microsoft Officeに付属。                                                                                 |
| DFGフォント各種                  | JIS X 0208ほか                                         | ダイナコムウェア | 中国語版もあり                                                                                           |
| Nishiki-teki                     | ラテン文字、 キリル文字、 各種記号、 日本語文字、 ほか |                  | |
| 梅Pゴシック 梅P明朝              | JIS X 0213                                             |                  | |
| モナーフォント IPAモナーフォント | JIS X 0208ほか                                         |                  | アスキーアート表示用のフォント。IPAモナーフォントはIPAフォント他を加工したものである。                   |